# 林彪同志委托江青同志召开的部队文艺工作座谈会纪要
《林彪同志委托江青同志召开的部队文艺工作座谈会纪要》，简称部队文艺工作座谈会纪要，亦称“二月纪要”，是1966年2月形成的一份有关中华人民共和国文艺工作路线问题的会议纪要。“二月纪要”经毛泽东三次修改后下发，是开展文化大革命运动的重要指导文件。虽然文件名为“林彪同志委托江青同志召开”，但会议实际上是江青发起的，并非林彪约请，毛泽东亲自在原题《江青同志召开的部队文艺工作座谈会纪要》前加上了“林彪同志委托”。

## 背景
1963年12月12日，毛泽东批示：“戏剧、曲艺、音乐、美术、舞蹈、电影、诗和文学等等，问题不少”，“社会主义改造在许多部门中，至今收效甚微。许多部门至今还是‘死人’统治着”，“许多共产党人热心提倡封建主义和资本主义的艺术，却不热心提倡社会主义的艺术”。
1964年6月，毛泽东批示，对全国文联及其下属各协会不满，认为“十五年来，基本上（不是一切人）不执行党的政策，做官当老爷，不去接近工农兵，不去反映社会主义的革命和建设。最近几年，竟然堕落到了修正主义的边缘”，有“变成匈牙利裴多菲俱乐部的危险”。

## 形成
1966年1月21日，江青通过林彪安排召开部队文艺工作座谈会。江青、陈伯达、张春桥、中国人民解放军总政治部副主任刘志坚、总政治部宣传部长李曼村、总政治部文化部长谢镗忠、总政治部文化部副部长陈亚丁等人，于2月2日至2月20日在上海锦江小礼堂看了十多部电影和三台戏，座谈近20次。会后，刘志坚、李曼村等人起草了《江青同志召开的部队文艺工作座谈会纪要》，主要观点为：“有一条与毛主席思想对立的反党反社会主义的黑线专了我们的政”。
毛泽东指示陈伯达、张春桥、姚文元参与修改，把这条文艺黑线与“30年代上海地下党执行王明路线”挂起钩来，把江青领导的戏剧革命，如《沙家浜》、《红灯记》、《智取威虎山》写进无产阶级文艺革命成就。毛泽东三次审阅时亲笔增加了“搞掉这条黑线之后，还会有将来的黑线，还得再斗争”和“过去十几年的教训是，我们抓迟了。毛主席说，他只抓过一些个别问题，没有全盘地系统地抓起来，而只要我们不抓，很多阵地就只好听任黑线去占领，这是一条严重的教训”等11处的内容。全文从一稿3000字、二稿5000字，扩展到定稿时的1万字；并在原题《江青同志召开的部队文艺工作座谈会纪要》前加上“林彪同志委托”。

## 出台
1966年3月17日毛泽东批示：“此件看了两遍，觉得可以了。……此件建议用军委名义，分送中央一些负责同志征求意见，请他们指出错误，以便修改。当然首先要征求军委各同志意见。”林彪让贺龙和中央军委将《纪要》于3月30日转报中共中央，4月10日中共中央批发全党（并附1944年1月9日《毛泽东同志看了〈逼上梁山〉以后写给延安评剧院的信》）。
1966年4月18日，《解放军报》通过社论《高举毛泽东思想伟大红旗，积极参加社会主义文化大革命》将《纪要》的主要内容发表。1967年5月29日，在纪念毛泽东《在延安文艺座谈会上的讲话》发表二十五周年之际，《纪要》正式发表。

## 影响
《纪要》和随后的《五一六通知》，与毛泽东对文艺问题的两个批示相呼应，反映了他对文化、政治等领域阶级斗争形势的严重估计和发动文革的决心，被当时的官方媒体称为“以毛主席为代表的无产阶级司令部发出的革命号令”，“是粉碎资本主义复辟的重要文件”。此后，以《纪要》为根据，展开了对以中宣部副部长周扬为代表的文艺黑线的批判，使得文艺界的创作路线受到根本性转向，并影响到文化大革命期间的文艺批评和创作。将中华人民共和国成立17年来的文艺政策的左倾思潮推向了自我悖反的极端。
1979年5月，中共中央批准撤销了《纪要》，并公开对其进行揭露和批判。